# A Christmas Carol (film 1951)
A Christmas Carol è un film per la televisione del 1951 diretto da Gordon Duff per la serie Fireside Theatre.
Fin dal 1943 il romanzo Canto di Natale (A Christmas Carol) di Charles Dickens si era imposto come un classico natalizio alla televisione americana, da ripetersi ogni anno con un copione, un formato e un gruppo di attori diversi. 
Le prime versioni televisive erano trasmesse in diretta; anche di questa non esiste copia registrata. Questa particolare produzione, condensata per la durata di 30 minuti, si segnala per la presenza come protagonista del celebre attore inglese Ralph Richardson. È una delle poche a introdurre Charles Dickens come personaggio della storia. Le fonti dell'epoca riportano che ad una discendente dello scrittore, Gypsie Raine, fu affidato il ruolo di "Mrs. Fezziwig", anche se il suo nome non è accreditato nei titoli.

## Trama
L'avaro e gretto Ebenezer Scrooge, alla vigilia di Natale, non vuole fare la carità né è intenerito dalla visita di un nipote. Tornato a casa, Scrooge vede il fantasma del suo ex socio che lo mette in guardia. La notte, verrà poi visitato da tre spiriti: lo spirito del Natale passato, lo spirito del Natale presente e lo spirito del futuro che lo attende se non cambia atteggiamento verso gli altri.

## Produzione
Il film fu prodotto negli Stati Uniti da General Television Enterprises. Le riprese furono effettuate negli Hal Roach Studios (8822 Washington Blvd., Culver City, California, USA).

## Distribuzione
Il film fu trasmesso negli Stati Uniti su NBC-TV, il 25 dicembre 1951, per la serie Fireside Theatre.